# Колесянка
Колеся́нка (бел. Калясянка) — деревня в составе Радомльского сельсовета Чаусского района Могилёвской области Республики Беларусь.

## Население
- 2010 год — 3 человека